# Vụ sập nhà Savar 2013

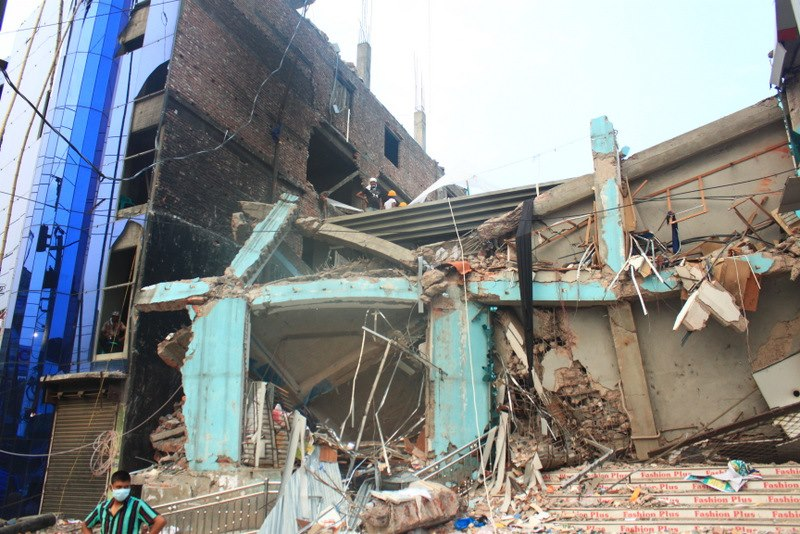
Tòa nhà đổ

Ngày 24 tháng 4 năm 2013, một tòa nhà tám tầng sụp đổ ở Savar, một tiểu khu gần Dhaka, thủ đô của Bangladesh. Ít nhất 1,134 người chết và 2.500 người khác bị thương. Tòa nhà này phía trong có nhà máy sản xuất quần áo, một ngân hàng, một số căn hộ và cửa hàng khác.. Các cửa hàng và ngân hàng nằm ở tầng dưới đã ngay lập tức đóng cửa khi phát hiện những vết nứt trong tòa nhà. Chủ tòa nhà đã phớt lờ các cảnh báo tránh sử dụng tòa nhà sau khi các vết nứt xuất hiện ngày hôm trước.
Chủ tòa nhà bỏ trốn và là người bị cảnh sát quy trách nhiệm chính trong việc đảm bảo với chủ các công ty thuê tòa nhà rằng tòa nhà vẫn an toàn, khiến các thợ may được yêu cầu trở lại làm việc vào ngày hôm sau, và tòa nhà đã sụp đổ trong giờ cao điểm buổi sáng.
Vào ngày 28 tháng tư, chủ nhân của tòa nhà Rana Plaza, Sohel Rana, đã bị bắt giữ bởi cảnh sát ở Benapole, nằm ở gần biên giới với Bangladesh, tại huyện Jessore.